# Sphingomonas elodea
Sphingomonas elodea ist eine Bakterienart der Gattung Sphingomonas.

## Merkmale
Sphingomonas elodea ist aerob, benötigt also Sauerstoff und besitzt ein Flagellum. Es bildet runde, gelb pigmentierte Kolonien.

## Nutzung
Diese Spezies produziert Gellangummi, einen Lebensmittelzusatzstoff und Agarersatz für verschiedene klinisch-bakteriologische Medien und besonders wichtig für das Kulturwachstum von thermophilen Mikroorganismen in festen Medien.
Als das Gellangummi-produzierende Bakterium 1978 von einem Team von Mikrobiologen der damaligen Kelco Division, Merck & Company (jetzt bekannt als CP Kelco) zum ersten Mal aus einem natürlichen Seerosenteich in Pennsylvania isoliert wurde, wurde es als Pseudomonas elodea klassifiziert. Das Bakterium wurde jedoch anschließend auf der Grundlage der aktuellen taxonomischen Klassifikation als Sphingomonas elodea neu eingruppiert.
Sphingomonas elodea wandelt Maltodextrin (Oligosaccharid der Glucose) durch eine vermutlich exogen wirkende Glucosidase extern in Glucose um.